# Zeyheria
Zeyheria là một chi thực vật thuộc họ Bignoniaceae.
Bao gồm các loài:
- Zeyheria tuberculosa, Burman

## Hình ảnh

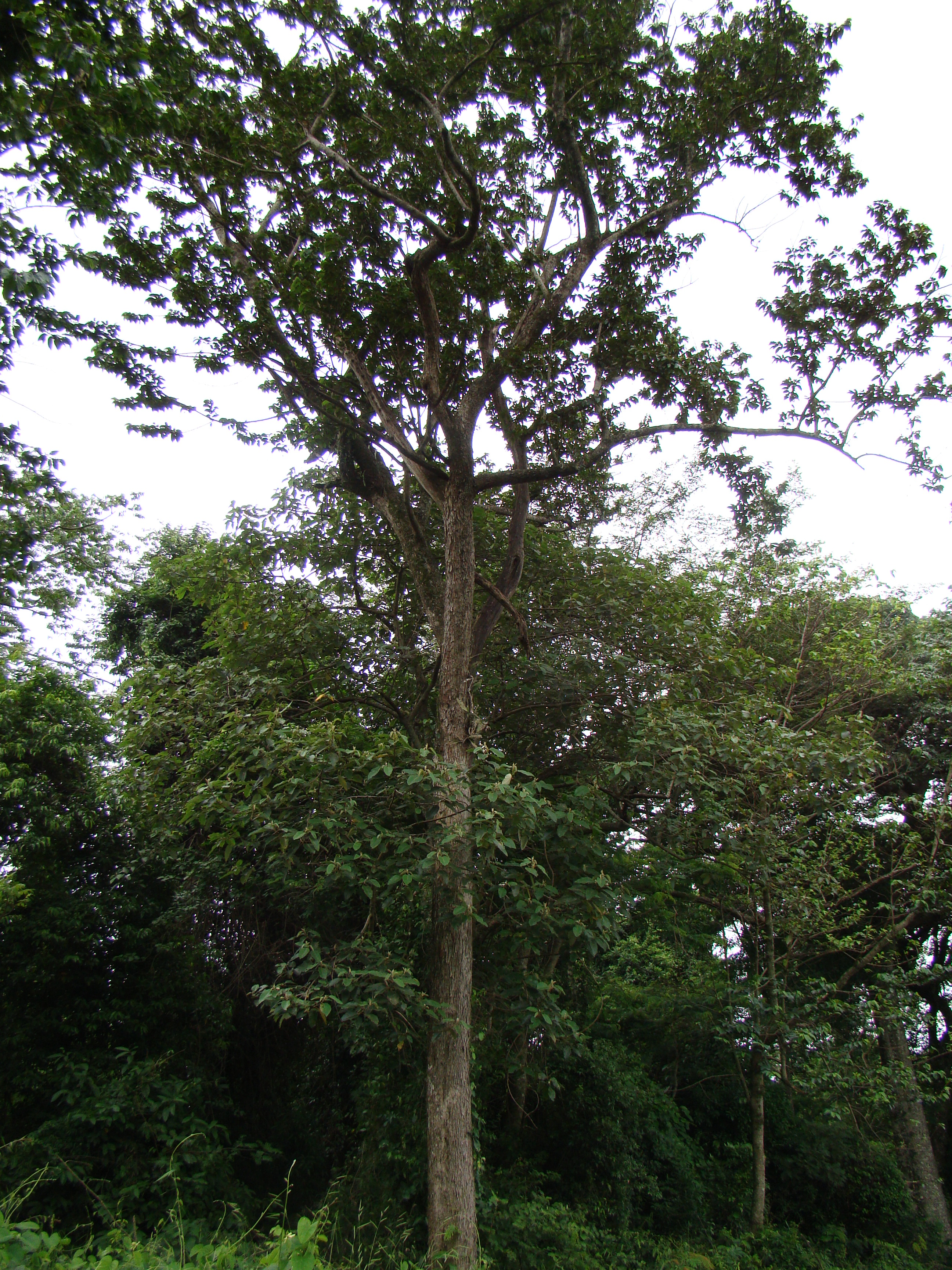